# 1269
Portal Geschichte | Portal Biografien | Aktuelle Ereignisse | Jahreskalender | Tagesartikel

◄ |
12. Jahrhundert |
13. Jahrhundert
| 14. Jahrhundert | ►

◄ |
1230er |
1240er |
1250er |
1260er
| 1270er | 1280er | 1290er | ►

◄◄ |
◄ |
1265 |
1266 |
1267 |
1268 |
1269
| 1270 | 1271 | 1272 | 1273 | ► | ►►
Staatsoberhäupter  · Nekrolog
| Januar | Januar | Januar | Januar | Januar | Januar | Januar | Januar |
| Kw     | Mo     | Di     | Mi     | Do     | Fr     | Sa     | So     |
| 1      |        | 1      | 2      | 3      | 4      | 5      | 6      |
| 2      | 7      | 8      | 9      | 10     | 11     | 12     | 13     |
| 3      | 14     | 15     | 16     | 17     | 18     | 19     | 20     |
| 4      | 21     | 22     | 23     | 24     | 25     | 26     | 27     |
| 5      | 28     | 29     | 30     | 31     |        |        |        |
| ------ | ------ | ------ | ------ | ------ | ------ | ------ | ------ |

| Februar | Februar | Februar | Februar | Februar | Februar | Februar | Februar |
| Kw      | Mo      | Di      | Mi      | Do      | Fr      | Sa      | So      |
| 5       |         |         |         |         | 1       | 2       | 3       |
| 6       | 4       | 5       | 6       | 7       | 8       | 9       | 10      |
| 7       | 11      | 12      | 13      | 14      | 15      | 16      | 17      |
| 8       | 18      | 19      | 20      | 21      | 22      | 23      | 24      |
| 9       | 25      | 26      | 27      | 28      |         |         |         |
| ------- | ------- | ------- | ------- | ------- | ------- | ------- | ------- |

| März | März | März | März | März | März | März | März |
| Kw   | Mo   | Di   | Mi   | Do   | Fr   | Sa   | So   |
| 9    |      |      |      |      | 1    | 2    | 3    |
| 10   | 4    | 5    | 6    | 7    | 8    | 9    | 10   |
| 11   | 11   | 12   | 13   | 14   | 15   | 16   | 17   |
| 12   | 18   | 19   | 20   | 21   | 22   | 23   | 24   |
| 13   | 25   | 26   | 27   | 28   | 29   | 30   | 31   |
| ---- | ---- | ---- | ---- | ---- | ---- | ---- | ---- |

| April | April | April | April | April | April | April | April |
| Kw    | Mo    | Di    | Mi    | Do    | Fr    | Sa    | So    |
| 14    | 1     | 2     | 3     | 4     | 5     | 6     | 7     |
| 15    | 8     | 9     | 10    | 11    | 12    | 13    | 14    |
| 16    | 15    | 16    | 17    | 18    | 19    | 20    | 21    |
| 17    | 22    | 23    | 24    | 25    | 26    | 27    | 28    |
| 18    | 29    | 30    |       |       |       |       |       |
| ----- | ----- | ----- | ----- | ----- | ----- | ----- | ----- |

| Mai | Mai | Mai | Mai | Mai | Mai | Mai | Mai |
| Kw  | Mo  | Di  | Mi  | Do  | Fr  | Sa  | So  |
| 18  |     |     | 1   | 2   | 3   | 4   | 5   |
| 19  | 6   | 7   | 8   | 9   | 10  | 11  | 12  |
| 20  | 13  | 14  | 15  | 16  | 17  | 18  | 19  |
| 21  | 20  | 21  | 22  | 23  | 24  | 25  | 26  |
| 22  | 27  | 28  | 29  | 30  | 31  |     |     |
| --- | --- | --- | --- | --- | --- | --- | --- |

| Juni | Juni | Juni | Juni | Juni | Juni | Juni | Juni |
| Kw   | Mo   | Di   | Mi   | Do   | Fr   | Sa   | So   |
| 22   |      |      |      |      |      | 1    | 2    |
| 23   | 3    | 4    | 5    | 6    | 7    | 8    | 9    |
| 24   | 10   | 11   | 12   | 13   | 14   | 15   | 16   |
| 25   | 17   | 18   | 19   | 20   | 21   | 22   | 23   |
| 26   | 24   | 25   | 26   | 27   | 28   | 29   | 30   |
| ---- | ---- | ---- | ---- | ---- | ---- | ---- | ---- |

| Juli | Juli | Juli | Juli | Juli | Juli | Juli | Juli |
| Kw   | Mo   | Di   | Mi   | Do   | Fr   | Sa   | So   |
| 27   | 1    | 2    | 3    | 4    | 5    | 6    | 7    |
| 28   | 8    | 9    | 10   | 11   | 12   | 13   | 14   |
| 29   | 15   | 16   | 17   | 18   | 19   | 20   | 21   |
| 30   | 22   | 23   | 24   | 25   | 26   | 27   | 28   |
| 31   | 29   | 30   | 31   |      |      |      |      |
| ---- | ---- | ---- | ---- | ---- | ---- | ---- | ---- |

| August | August | August | August | August | August | August | August |
| Kw     | Mo     | Di     | Mi     | Do     | Fr     | Sa     | So     |
| 31     |        |        |        | 1      | 2      | 3      | 4      |
| 32     | 5      | 6      | 7      | 8      | 9      | 10     | 11     |
| 33     | 12     | 13     | 14     | 15     | 16     | 17     | 18     |
| 34     | 19     | 20     | 21     | 22     | 23     | 24     | 25     |
| 35     | 26     | 27     | 28     | 29     | 30     | 31     |        |
| ------ | ------ | ------ | ------ | ------ | ------ | ------ | ------ |

| September | September | September | September | September | September | September | September |
| Kw        | Mo        | Di        | Mi        | Do        | Fr        | Sa        | So        |
| 35        |           |           |           |           |           |           | 1         |
| 36        | 2         | 3         | 4         | 5         | 6         | 7         | 8         |
| 37        | 9         | 10        | 11        | 12        | 13        | 14        | 15        |
| 38        | 16        | 17        | 18        | 19        | 20        | 21        | 22        |
| 39        | 23        | 24        | 25        | 26        | 27        | 28        | 29        |
| 40        | 30        |           |           |           |           |           |           |
| --------- | --------- | --------- | --------- | --------- | --------- | --------- | --------- |

| Oktober | Oktober | Oktober | Oktober | Oktober | Oktober | Oktober | Oktober |
| Kw      | Mo      | Di      | Mi      | Do      | Fr      | Sa      | So      |
| 40      |         | 1       | 2       | 3       | 4       | 5       | 6       |
| 41      | 7       | 8       | 9       | 10      | 11      | 12      | 13      |
| 42      | 14      | 15      | 16      | 17      | 18      | 19      | 20      |
| 43      | 21      | 22      | 23      | 24      | 25      | 26      | 27      |
| 44      | 28      | 29      | 30      | 31      |         |         |         |
| ------- | ------- | ------- | ------- | ------- | ------- | ------- | ------- |

| November | November | November | November | November | November | November | November |
| Kw       | Mo       | Di       | Mi       | Do       | Fr       | Sa       | So       |
| 44       |          |          |          |          | 1        | 2        | 3        |
| 45       | 4        | 5        | 6        | 7        | 8        | 9        | 10       |
| 46       | 11       | 12       | 13       | 14       | 15       | 16       | 17       |
| 47       | 18       | 19       | 20       | 21       | 22       | 23       | 24       |
| 48       | 25       | 26       | 27       | 28       | 29       | 30       |          |
| -------- | -------- | -------- | -------- | -------- | -------- | -------- | -------- |

| Dezember | Dezember | Dezember | Dezember | Dezember | Dezember | Dezember | Dezember |
| Kw       | Mo       | Di       | Mi       | Do       | Fr       | Sa       | So       |
| 48       |          |          |          |          |          |          | 1        |
| 49       | 2        | 3        | 4        | 5        | 6        | 7        | 8        |
| 50       | 9        | 10       | 11       | 12       | 13       | 14       | 15       |
| 51       | 16       | 17       | 18       | 19       | 20       | 21       | 22       |
| 52       | 23       | 24       | 25       | 26       | 27       | 28       | 29       |
| 1        | 30       | 31       |          |          |          |          |          |
| -------- | -------- | -------- | -------- | -------- | -------- | -------- | -------- |

| Januar | Januar | Januar | Januar | Januar | Januar | Januar | Januar |
| Kw     | Mo     | Di     | Mi     | Do     | Fr     | Sa     | So     |
| 1      |        | 1      | 2      | 3      | 4      | 5      | 6      |
| 2      | 7      | 8      | 9      | 10     | 11     | 12     | 13     |
| 3      | 14     | 15     | 16     | 17     | 18     | 19     | 20     |
| 4      | 21     | 22     | 23     | 24     | 25     | 26     | 27     |
| 5      | 28     | 29     | 30     | 31     |        |        |        |
| ------ | ------ | ------ | ------ | ------ | ------ | ------ | ------ |

| Februar | Februar | Februar | Februar | Februar | Februar | Februar | Februar |
| Kw      | Mo      | Di      | Mi      | Do      | Fr      | Sa      | So      |
| 5       |         |         |         |         | 1       | 2       | 3       |
| 6       | 4       | 5       | 6       | 7       | 8       | 9       | 10      |
| 7       | 11      | 12      | 13      | 14      | 15      | 16      | 17      |
| 8       | 18      | 19      | 20      | 21      | 22      | 23      | 24      |
| 9       | 25      | 26      | 27      | 28      |         |         |         |
| ------- | ------- | ------- | ------- | ------- | ------- | ------- | ------- |

| März | März | März | März | März | März | März | März |
| Kw   | Mo   | Di   | Mi   | Do   | Fr   | Sa   | So   |
| 9    |      |      |      |      | 1    | 2    | 3    |
| 10   | 4    | 5    | 6    | 7    | 8    | 9    | 10   |
| 11   | 11   | 12   | 13   | 14   | 15   | 16   | 17   |
| 12   | 18   | 19   | 20   | 21   | 22   | 23   | 24   |
| 13   | 25   | 26   | 27   | 28   | 29   | 30   | 31   |
| ---- | ---- | ---- | ---- | ---- | ---- | ---- | ---- |

| April | April | April | April | April | April | April | April |
| Kw    | Mo    | Di    | Mi    | Do    | Fr    | Sa    | So    |
| 14    | 1     | 2     | 3     | 4     | 5     | 6     | 7     |
| 15    | 8     | 9     | 10    | 11    | 12    | 13    | 14    |
| 16    | 15    | 16    | 17    | 18    | 19    | 20    | 21    |
| 17    | 22    | 23    | 24    | 25    | 26    | 27    | 28    |
| 18    | 29    | 30    |       |       |       |       |       |
| ----- | ----- | ----- | ----- | ----- | ----- | ----- | ----- |

| Mai | Mai | Mai | Mai | Mai | Mai | Mai | Mai |
| Kw  | Mo  | Di  | Mi  | Do  | Fr  | Sa  | So  |
| 18  |     |     | 1   | 2   | 3   | 4   | 5   |
| 19  | 6   | 7   | 8   | 9   | 10  | 11  | 12  |
| 20  | 13  | 14  | 15  | 16  | 17  | 18  | 19  |
| 21  | 20  | 21  | 22  | 23  | 24  | 25  | 26  |
| 22  | 27  | 28  | 29  | 30  | 31  |     |     |
| --- | --- | --- | --- | --- | --- | --- | --- |

| Juni | Juni | Juni | Juni | Juni | Juni | Juni | Juni |
| Kw   | Mo   | Di   | Mi   | Do   | Fr   | Sa   | So   |
| 22   |      |      |      |      |      | 1    | 2    |
| 23   | 3    | 4    | 5    | 6    | 7    | 8    | 9    |
| 24   | 10   | 11   | 12   | 13   | 14   | 15   | 16   |
| 25   | 17   | 18   | 19   | 20   | 21   | 22   | 23   |
| 26   | 24   | 25   | 26   | 27   | 28   | 29   | 30   |
| ---- | ---- | ---- | ---- | ---- | ---- | ---- | ---- |

| Juli | Juli | Juli | Juli | Juli | Juli | Juli | Juli |
| Kw   | Mo   | Di   | Mi   | Do   | Fr   | Sa   | So   |
| 27   | 1    | 2    | 3    | 4    | 5    | 6    | 7    |
| 28   | 8    | 9    | 10   | 11   | 12   | 13   | 14   |
| 29   | 15   | 16   | 17   | 18   | 19   | 20   | 21   |
| 30   | 22   | 23   | 24   | 25   | 26   | 27   | 28   |
| 31   | 29   | 30   | 31   |      |      |      |      |
| ---- | ---- | ---- | ---- | ---- | ---- | ---- | ---- |

| August | August | August | August | August | August | August | August |
| Kw     | Mo     | Di     | Mi     | Do     | Fr     | Sa     | So     |
| 31     |        |        |        | 1      | 2      | 3      | 4      |
| 32     | 5      | 6      | 7      | 8      | 9      | 10     | 11     |
| 33     | 12     | 13     | 14     | 15     | 16     | 17     | 18     |
| 34     | 19     | 20     | 21     | 22     | 23     | 24     | 25     |
| 35     | 26     | 27     | 28     | 29     | 30     | 31     |        |
| ------ | ------ | ------ | ------ | ------ | ------ | ------ | ------ |

| September | September | September | September | September | September | September | September |
| Kw        | Mo        | Di        | Mi        | Do        | Fr        | Sa        | So        |
| 35        |           |           |           |           |           |           | 1         |
| 36        | 2         | 3         | 4         | 5         | 6         | 7         | 8         |
| 37        | 9         | 10        | 11        | 12        | 13        | 14        | 15        |
| 38        | 16        | 17        | 18        | 19        | 20        | 21        | 22        |
| 39        | 23        | 24        | 25        | 26        | 27        | 28        | 29        |
| 40        | 30        |           |           |           |           |           |           |
| --------- | --------- | --------- | --------- | --------- | --------- | --------- | --------- |

| Oktober | Oktober | Oktober | Oktober | Oktober | Oktober | Oktober | Oktober |
| Kw      | Mo      | Di      | Mi      | Do      | Fr      | Sa      | So      |
| 40      |         | 1       | 2       | 3       | 4       | 5       | 6       |
| 41      | 7       | 8       | 9       | 10      | 11      | 12      | 13      |
| 42      | 14      | 15      | 16      | 17      | 18      | 19      | 20      |
| 43      | 21      | 22      | 23      | 24      | 25      | 26      | 27      |
| 44      | 28      | 29      | 30      | 31      |         |         |         |
| ------- | ------- | ------- | ------- | ------- | ------- | ------- | ------- |

| November | November | November | November | November | November | November | November |
| Kw       | Mo       | Di       | Mi       | Do       | Fr       | Sa       | So       |
| 44       |          |          |          |          | 1        | 2        | 3        |
| 45       | 4        | 5        | 6        | 7        | 8        | 9        | 10       |
| 46       | 11       | 12       | 13       | 14       | 15       | 16       | 17       |
| 47       | 18       | 19       | 20       | 21       | 22       | 23       | 24       |
| 48       | 25       | 26       | 27       | 28       | 29       | 30       |          |
| -------- | -------- | -------- | -------- | -------- | -------- | -------- | -------- |

| Dezember | Dezember | Dezember | Dezember | Dezember | Dezember | Dezember | Dezember |
| Kw       | Mo       | Di       | Mi       | Do       | Fr       | Sa       | So       |
| 48       |          |          |          |          |          |          | 1        |
| 49       | 2        | 3        | 4        | 5        | 6        | 7        | 8        |
| 50       | 9        | 10       | 11       | 12       | 13       | 14       | 15       |
| 51       | 16       | 17       | 18       | 19       | 20       | 21       | 22       |
| 52       | 23       | 24       | 25       | 26       | 27       | 28       | 29       |
| 1        | 30       | 31       |          |          |          |          |          |
| -------- | -------- | -------- | -------- | -------- | -------- | -------- | -------- |

## Ereignisse

### Politik und Weltgeschehen

#### Siebter Kreuzzug

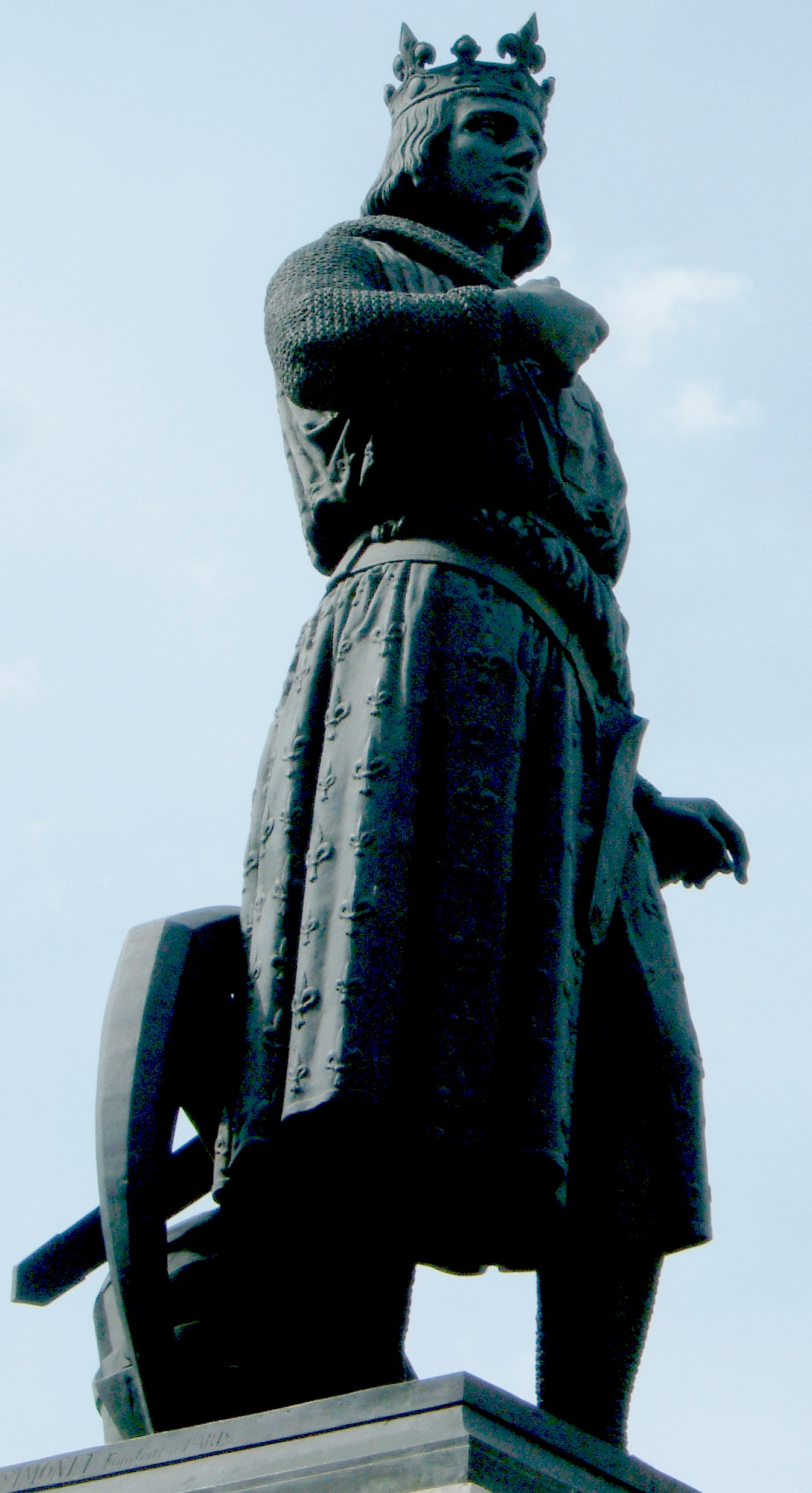
Statue Ludwigs IX., des Heiligen, in Aigues-Mortes

Im August empfängt der französische König Ludwig IX. in Paris den englischen Prinzen Edward Plantagenet, um mit ihm die Organisation des kommenden Kreuzzuges zu planen. Dabei wird der Hafen von Aigues-Mortes als Sammlungspunkt für die Flotte und der 15. August 1270 als Termin für die Abreise in die Levante festgelegt. Anlässlich dieses Kreuzzuges lässt der französische König erstmals eigene Schiffe bauen, während noch zwanzig Jahre zuvor Schiffe aus Genua und Marseille den Transport des Heeres übernommen haben. Florent de Varennes wird zum Admiral der kommenden Flotte ernannt.
Während Ludwig IX. noch mit dem Bau seiner Flotte beschäftigt ist, sticht am 1. September König Jakob I. von Aragón mit seinen Schiffen von Barcelona aus in See. Aber noch in Küstennähe gerät er in einen Sturm und seine Flotte wird an die Küste zurückgedrängt, worauf er seinen Kreuzzug wieder beendet. Nur eine Schwadron unter der Führung zweier unehelicher Söhne des Katalanen erreicht im Dezember die Hafenstadt Akkon, einen der letzten Stützpunkte der Kreuzfahrer im Königreich Jerusalem, und gerät dort in erste Scharmützel mit den Mamluken.

#### Heiliges Römisches Reich
- 1. April: Herzog Mestwin II. von Pommerellen und Schwetz schließt mit den Markgrafen Johann II. und Otto IV. von Brandenburg in dem an der Straße Küstrin–Danzig gelegenen neumärkischen Burgort Arnswalde den Vertrag von Arnswalde. Mit dem Vertrag nimmt Herzog Mestwin II. sein Herzogtum von den brandenburgischen Askaniern zu Lehen, die damit wiederum zu seinem Schutz verpflichtet sind. Daneben übergibt er ihnen als unmittelbare Pfandherrschaft das Land Belgard. Mestwins Bruder Wartislaw II., der beim Tod des gemeinsamen Vaters Swantopolk II. im Jahr 1266 den nördlichen Teil von Pomerellen erhalten hat, und sein Onkel Sambor II. verbünden sich daraufhin mit der Schwetzer Ritterschaft gegen ihn.

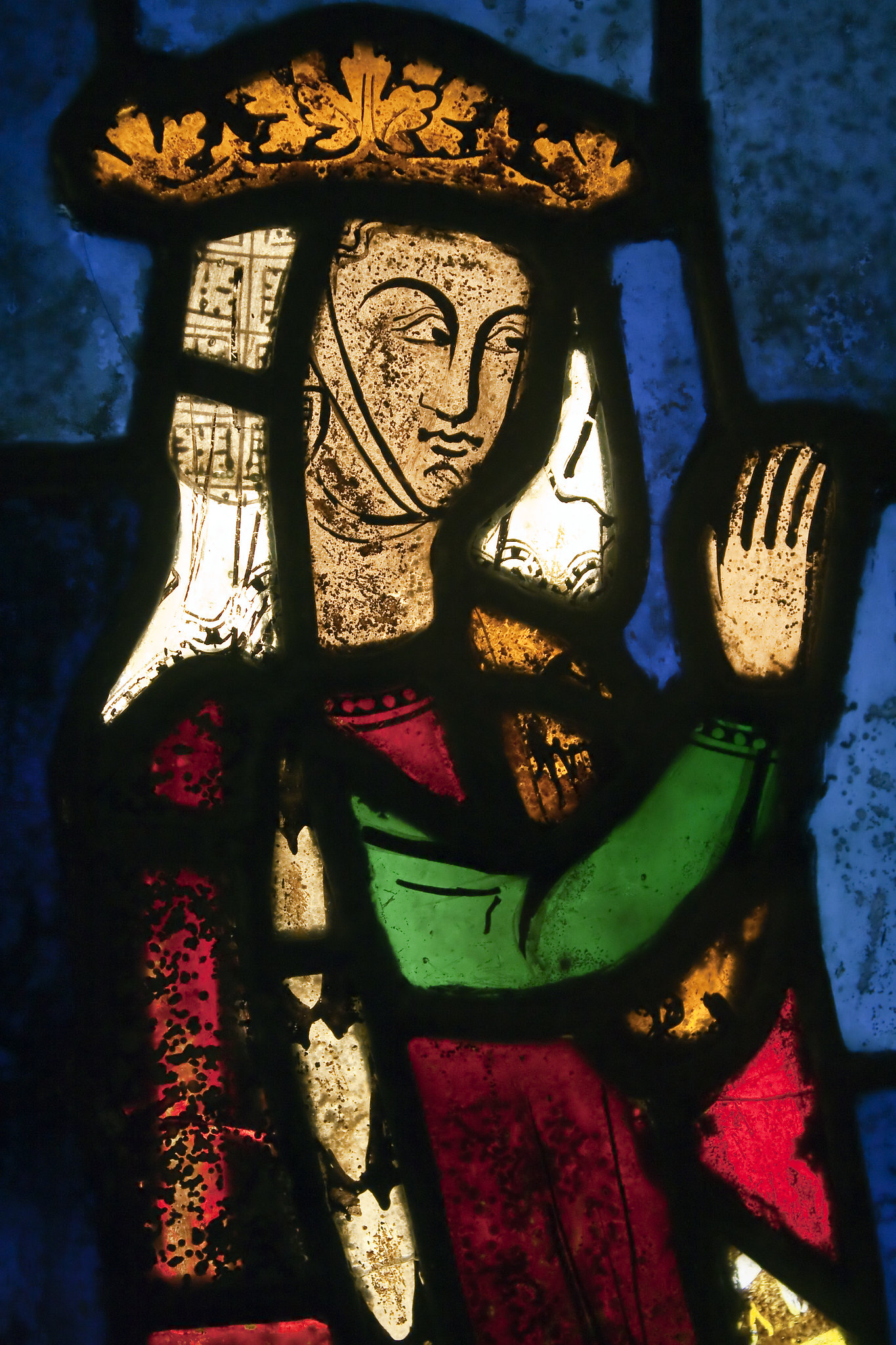
Beatrix von Falkenburg

- 16. Juni: Bei seinem letzten Aufenthalt im Reich heiratet der gewählte deutsche König Richard von Cornwall in Kaiserslautern in dritter Ehe die sechzehnjährige Beatrix von Falkenburg. Richard ist zu diesem Zeitpunkt 60 Jahre alt.
- 27. Oktober: Als Herzog Ulrich III. aus dem Adelsgeschlecht der Spanheimer ohne Nachkommen stirbt, übernimmt der böhmische König Ottokar II. Přemysl aufgrund eines im Vorjahr in Podiebrad unterzeichneten Erbvertrages das Herzogtum Kärnten und die Mark Krain. Er gerät dadurch in Konflikt mit Ulrichs Bruder Philipp von Spanheim, der ebenfalls Anspruch auf das Erbe erhebt.
- Schloss Eisenbach wird vom Fuldaer Fürstabt Bertho II. von Leibolz im Zuge seines Kampfes gegen das Raubrittertum zerstört.

#### Schottland
- John Comyn, Lord of Badenoch beginnt mit dem Bau von Blair Castle in Blair Atholl in Perthshire in Schottland.

#### Urkundliche Ersterwähnungen
- 17. Januar: Die Ortschaft Unterbruch wird erstmals urkundlich erwähnt, als Gottfried von Schafhausen seinen Hof an der Rur an den Propst von Heinsberg verkauft.
- König Theobald II. von Navarra gründet den Ort Espinal zum Schutz und zur Erholung von Pilgerreisenden.
- Die Orte Langenbrücken, Bhene, Dunavarsány, Ebersbach, Hirzel, Jenbach, Kaditz, Rain, Rimsberg, Rinzenberg, Schwadernau, Sankt Stefan im Rosental, Stilli, Weikershof und Woppenroth werden erstmals urkundlich erwähnt.

### Wissenschaft und Technik

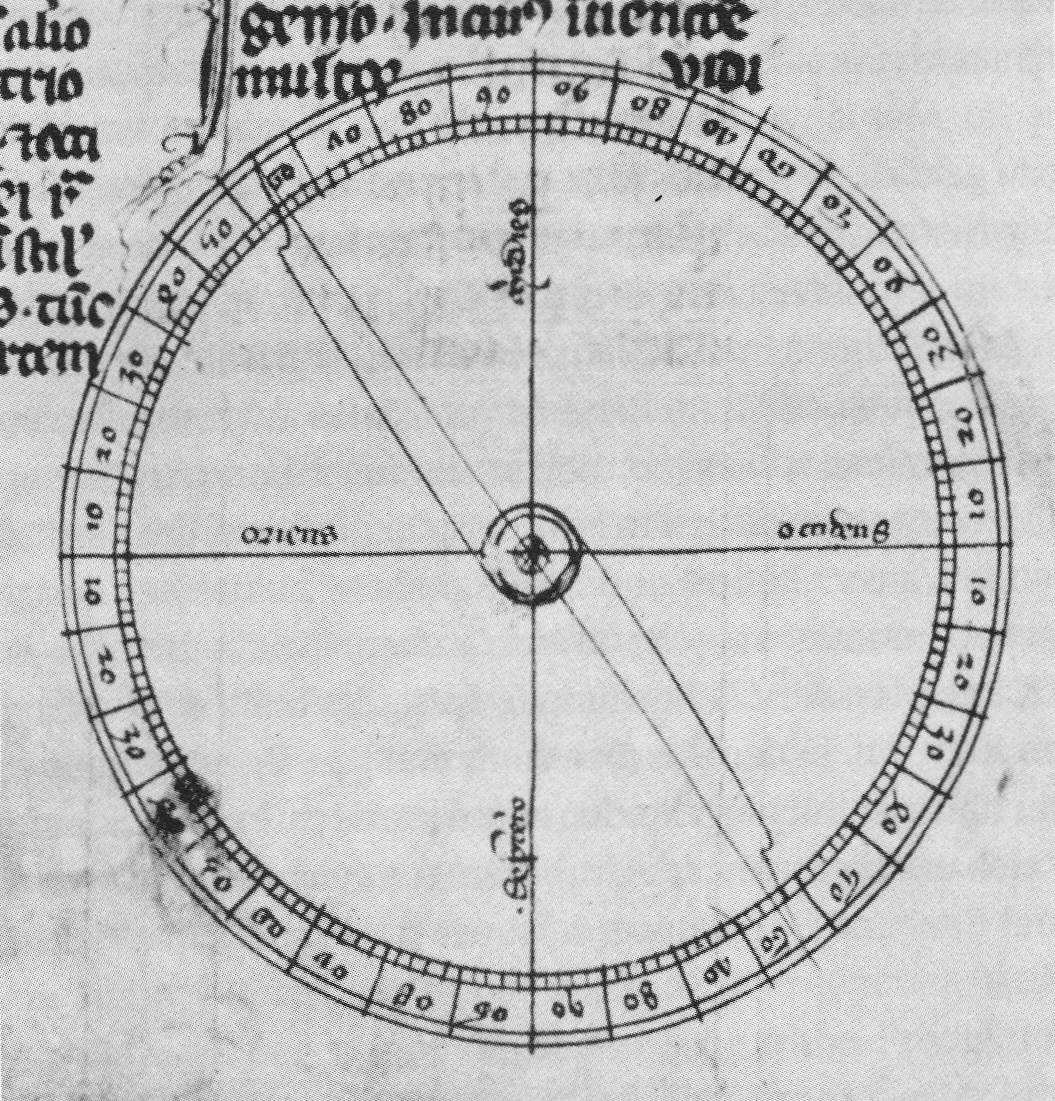
Trockenkompass mit frei drehbarer Magnetnadel, Abschrift der Epistola de magnete aus dem 14. Jh.

- 8. August: Pierre de Maricourt beschreibt in einem Brief mit dem Titel Epistola Petri Peregrini Maricurtensis de Magnete ein Perpetuum mobile auf magnetischer Grundlage. Der Brief gilt auch als erste auf experimentellen Untersuchungen beruhende Abhandlung über den Erdmagnetismus.

### Wirtschaft und Kultur
- Der Begriff ‚Uhrmacher‘ taucht urkundlich erstmals in einer Bierrechnung des Zisterzienserklosters Beaulieu auf.

### Gesellschaft
- April: Nach dreijähriger Reise ins Mongolenreich und wieder zurück treffen Niccolò Polo und sein Bruder Maffeo in Akkon ein. Da es in Rom nach dem Tod des Papstes Clemens IV. eine Zeit der Sedisvakanz gibt, reisen die beiden stattdessen in ihre Heimatstadt Venedig weiter. Dort erfährt Niccolò Polo vom Tod seiner Gattin und trifft seinen nun etwa 15-jährigen Sohn Marco. Marco Polos Bericht stellt nicht dar, wie sein heimgekehrter Vater und Onkel nach so langer Abwesenheit aufgenommen wurden und gibt auch keine sonstigen Einzelheiten über ihren Aufenthalt in der Heimat wieder.

### Religion
- Papstwahl 1268–1271: Während des gesamten Jahres kann sich das Kardinalskollegium nicht auf einen Nachfolger für den Ende des Vorjahres gestorbenen Papst Clemens IV. einigen. Die Sedisvakanz wird bis 1271 dauern. Nach mehreren Monaten ohne Ergebnis, in denen sich die Kardinäle nur zeitweilig treffen, lässt der Stadtpräfekt die Kardinäle im Papstpalast einsperren.
- Januar: Der reisende Richter John le Breton wird als Nachfolger des im Vorjahr gestorbenen Peter D’Aigueblanche zum Bischof von Hereford gewählt. Die Weihe erfolgt am 2. Juni.
- Konrad von Braunschweig-Lüneburg wird Bischof von Verden als Nachfolger des am 4. Mai gestorbenen Gerhard I. von Hoya.
- Jean de Nanteuil wird Bischof von Troyes.
- Auf dem Generalkapitel der Dominikaner in Paris wird erstmals der Beschluss gefasst, die deutsche Provinz Teutonia aufzuteilen (tatsächlich erfolgt die Trennung erst 1303).
- Thomas von Aquin erhält eine zweite Berufung auf einen der beiden Lehrstühle für Nichtfranzosen an der Universität Paris (bis 1272). Zu seinen Schülern gehören u. a. Petrus von Dacien (s. 1268), der das Studium generale am Konvent der Dominikaner in Köln verlässt und für ein Studienjahr nach Paris kommt, sowie der Augustiner-Eremit Aegidius Romanus (ebenfalls bis 1272). Aufgrund der im Jahr zuvor (1267) von Gerhard von Abbeville veröffentlichten Streitschrift gegen die Bettelorden schreiben Thomas von dominikanischer und Bonaventura und Johannes Peckham von franziskanischer Seite Widerlegungen, auf die Gerhard wiederum mit Repliken antwortet, was sich bis 1271 hinziehen wird.

## Geboren

### Geburtsdatum gesichert
- 9. Februar: Ludwig III., Herzog von Niederbayern († 1296)
- 13. Februar: Radu Negru, Woiwode und Herrscher der Walachei
- März: Almaric St Amand, 1. Baron St Amand, englischer Adliger, Militär und Diplomat († 1310)
- 5. oder 9. September: Agnes von Böhmen, Herzogin von Österreich und Steiermark, Herzogin von Schwaben, Elsass und dem Aargau († 1296)

### Genaues Geburtsdatum unbekannt

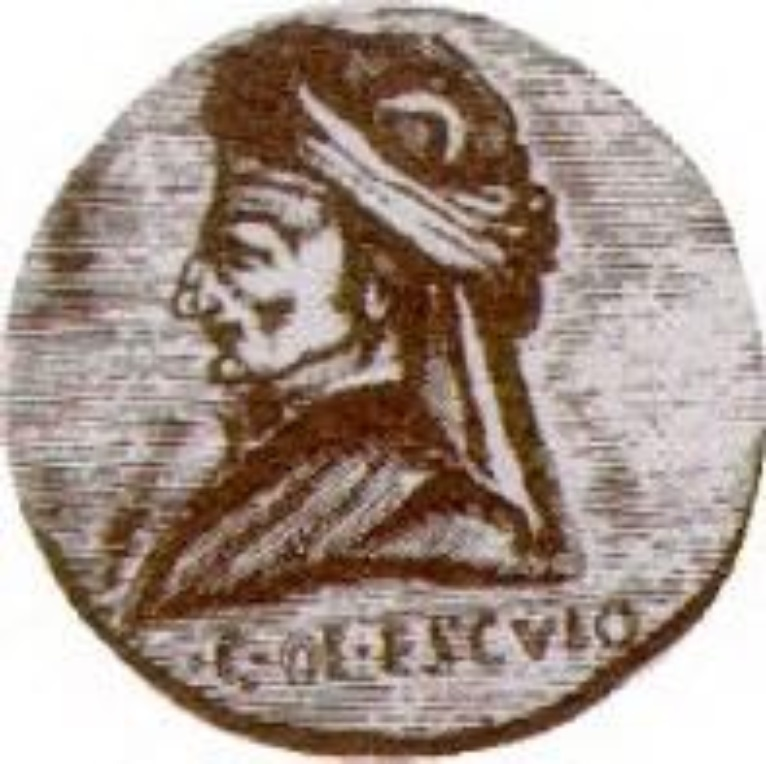
Cecco Ascoli

- Cecco d’Ascoli, italienischer Dichter, Arzt, Astronom, Astrologe und Freidenker († 1327)
- Elisabeth von Hessen, Gräfin von Sayn († 1293)
- Philippe d’Artois, Herr von Conches-en-Ouche, Mehun-sur-Yèvre, Nonancourt und Domfront († 1298)
- Song Duanzong, chinesischer Kaiser der Song-Dynastie († 1278)
- Friedrich Tuta, Markgraf der Lausitz und Regent der Markgrafschaft Meißen († 1291)

### Geboren um 1269
- Juni 1264 oder 1269: Eleonore von England, Gräfin von Bar († 1298)
- 1268/1269: Vedanta Desika, Guru der Sri Vaishnava im Süden Indiens (gest. 1369/1370)
- Christina von Retters, deutsche Erlebnismystikerin († um 1292)

## Gestorben

### Todesdatum gesichert

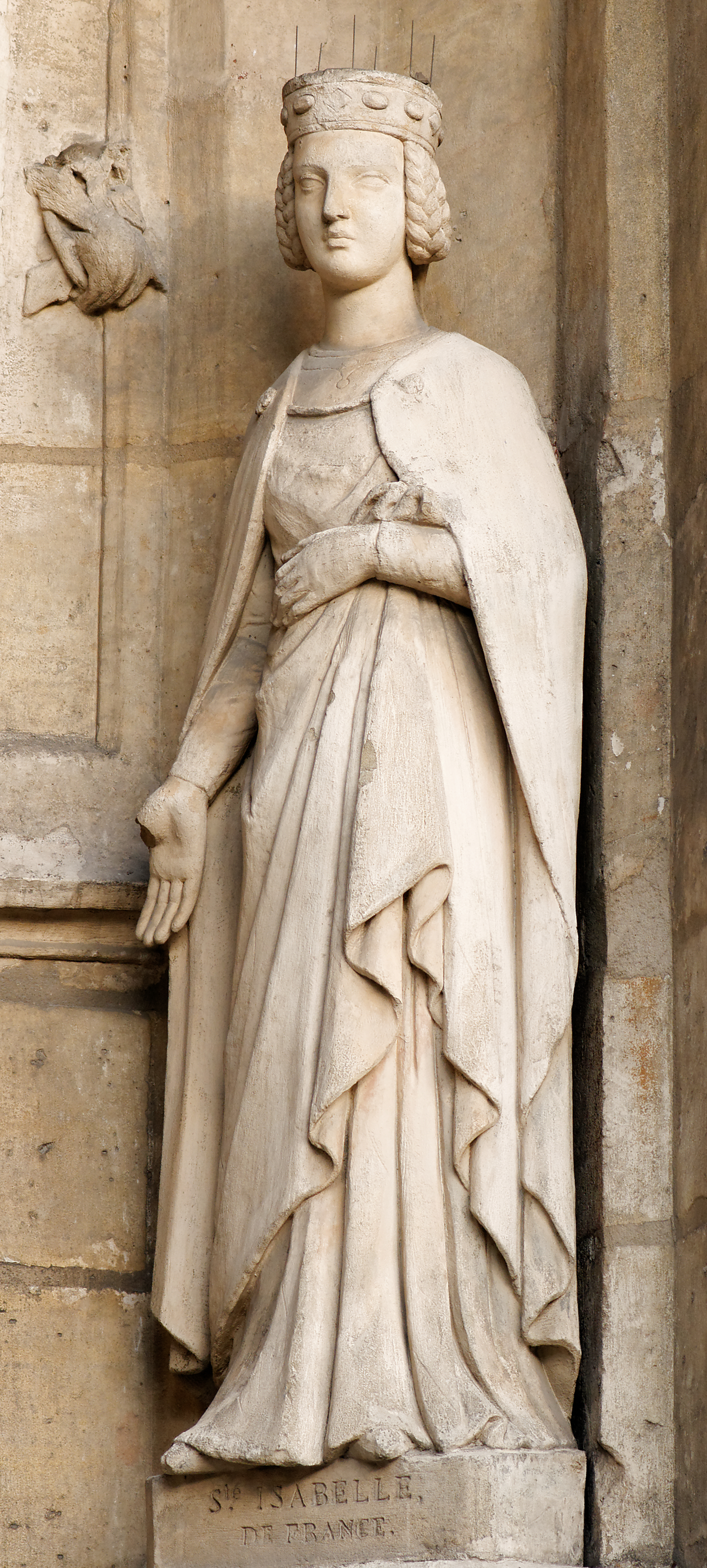
Isabelle als Figur an der Kirche von Saint-Germain l’Auxerrois

- 23. Februar: Isabelle de France, französische Adlige und Stifterin der Klarissenabtei Longchamp Humilité-Notre-Dame im Wald von Rouvray (* 1224)
- 4. Mai: Gerhard I. von Hoya, Bischof von Verden
- 8. Mai: Oberto Pallavicino, italienischer Feldhauptmann, Reichsvikar in Reichsitalien und Generalkapitän von Mailand (* 1197)
- 27. Oktober: Ulrich III., Herzog von Kärnten und Herr der Mark Krain (* um 1220)
- 18. November: Widukind von Waldeck, Bischof von Osnabrück
- 7. Dezember: Gruffydd Maelor ap Madog, Fürst des nordwalisischen Fürstentums Powys Fadog
- 7. Dezember: Madog Fychan, Lord des nordwalisischen Fürstentums Powys Fadog

### Genaues Todesdatum unbekannt
- vor 5. März: Henry Hastings, englischer Adeliger und Rebell (* um 1235)
- April: Geoffroy de Sergines, französischer Ritter, Seneschall und Regent von Jerusalem (* um 1205)
- Albin, schottischer Geistlicher, Bischof von Brechin
- al-Schuschtari, andalusischer Sufi und Poet (* 1212)
- He Ji, chinesischer neokonfuzianischer Philosoph (* 1188)
- John III. Lestrange, anglonormannischer Marcher Lord (* um 1194)
- Svarnas, Fürst von Halytsch und Cholm sowie Großfürst von Litauen (* um 1230)

### Gestorben um 1269
- 1268/1269: Helmold IV., Herr von und zu Plesse (* um 1230)
- Ulrich von dem Türlin, mittelhochdeutscher Epiker